# Nanuque (tiểu vùng)
Nanuque là một tiểu vùng thuộc bang Minas Gerais, Brasil. Tiều vùng này có diện tích 8472 km², dân số năm 2007 là 119205 người.